# San Lorenzo (Porto Rico)
San Lorenzo é um município de Porto Rico, localizado na região Centro-Leste, ao norte de Patillas e Yabucoa; sul de Gurabo; leste de Caguas e Cayey e oeste de Juncos e Las Piedras. San Lorenzo está espalhada por 10 alas e San Lorenzo Pueblo (O centro da cidade e do centro administrativo da cidade). É parte da Área Metropolitana de San Juan - Caguas - Guaynabo.
Possui áreas de produção de tabaco e cana-de-açúcar. Seu primeiro nome foi San Miguel de Hato Grande.